# Spinohirasea
Spinohirasea is een geslacht van Phasmatodea uit de familie Phasmatidae. De wetenschappelijke naam van dit geslacht is voor het eerst geldig gepubliceerd in 2002 door Zompro.

## Soorten
Het geslacht Spinohirasea is monotypisch en omvat slechts de volgende soort:
- Spinohirasea bengalensis (Brunner von Wattenwyl, 1907)